# Фобос (митология)
Вижте пояснителната страница за други значения на Фобос.
Фобос (на гръцки: Φόβος, Phobos – страх) в гръцката митология е олицетворение на страха. Син на бога на войната Арес и богинята на красотата Афродита. От техния съюз се раждат Фобос, Деймос и Хармония. Фобос, Деймос и богинята Ерида (една от граите) придружават Арес в битките. В римската митология на него отговарят Метус,Тимор или Тиморус.
Асаф Хал, открил през 1877 г. луните на Марс, нарекъл една от тях Фобос.